# Politique étrangère de Chypre
La politique étrangère de Chypre s'est développée après l'indépendance du pays le 16 août 1960. Le gouvernement maintient un dialogue permanent avec ses partenaires de l'Union européenne, à laquelle le pays a adhéré le 1er janvier 2004.

## Représentations diplomatiques

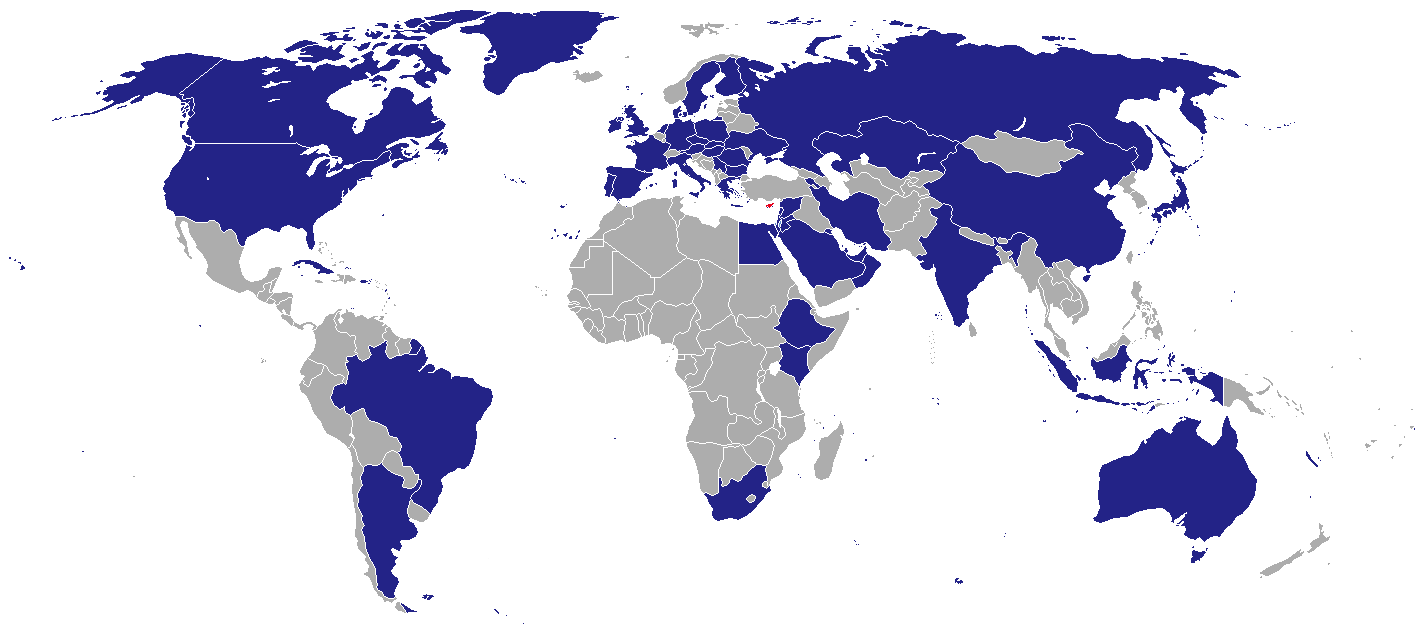
Bleu : représentations diplomatiques de Chypre (présence d'une ambassade ou d'un consulat).
Rouge : Chypre. Gris : Absence de relations diplomatiques.